# 1751
1751 (MDCCLI) a fost un an obișnuit al calendarului gregorian, care a început într-o zi de joi.

## Arte, știință, literatură și filozofie
- În "On the Vital and other Involuntary Motions of Animals", Robert Whytt⁠(d) susține că iritabilitatea țesuturilor vii este provocată de factori excitanți și nu prin acțiunea sufletului.
- Axel Fredrik Cronstedt descoperă nichelul.[1]

## Nașteri
- 16 martie: James Madison, al patrulea președinte al SUA (1809-1817), (d. 1836)
- 17 martie: Anders Dahl, botanist suedez (d. 1789)
- 11 iulie: Caroline Matilda de Wales, regină a Danemarcei și Norvegiei (d. 1775)
- 16 octombrie: Frederika Louisa de Hesse-Darmstadt, a doua soție a regelui Frederic Wilhelm al II-lea al Prusiei (d. 1805)
- 9 decembrie: Maria Luisa de Parma, soția regelui Carol al IV-lea al Spaniei (d. 1819)

## Decese
- 17 ianuarie: Tomaso Albinoni (n. Tomaso Giovanni Albinoni), 79 ani, compozitor și violonist italian (n. 1671)
- 20 martie: Frederick, Prinț de Wales (n. Frederick Louis), 44 ani (n. 1707)
- 25 martie: Frederic I al Suediei, 74 ani (n. 1676)
- 23 aprilie: Jacques I, Prinț de Monaco (n. acques François Léonor Goyon de Matignon Grimaldi), 61 ani (n. 1689)
- 9 iunie: John Machin, 64 ani, matematician, astronom englez (n. 1686)
- 30 august: Christopher Polhem, 89 ani, inventator suedez (n. 1661)
- 22 octombrie: Willem al IV-lea, Prinț de Orania, 40 ani (n. 1711)
- 16 decembrie: Leopold al II-lea, Prinț de Anhalt-Dessau (n. Leopold Maximilian), 50 ani (n. 1700)
- 19 decembrie: Louise, regină a Danemarcei și Norvegiei, 27 ani, soția regelui Frederic al V-lea al Danemarcei (n. 1724)